# インゲボー・ア・ダンマーク (ノルウェー王妃)
インゲボー・ア・ダンマーク（デンマーク語：Ingeborg af Danmark, 1244年ごろ - 1287年3月24/26日）は、ノルウェー王マグヌス6世の妃。デンマーク王エーリク4世の娘。王母として息子エイリーク2世が幼年であった1280年から1282年まで、政治的に重要な役割を果たした。

## 生涯
インゲボーはデンマーク王エーリク4世とユッタ・フォン・ザクセンの娘である。父が殺害されたとき、インゲボーは6歳ほどであった。母ユッタはザクセンに戻りクヴェーアフルト＝ローゼンブルク伯ブルヒャルト8世と再婚し、インゲボーとその3人の姉妹は叔父クリストファ1世と妃マルグレーテ・サンビリアの宮廷で暮らした。インゲボーら4姉妹はデンマークの実質的な相続人であった。インゲボーが父親からの継承権を主張したことにより、後にノルウェーはデンマークとの争いに何十年にもわたって巻き込まれることとなった。
インゲボーはノルウェー王ホーコン4世の息子マグヌスと婚約した。ホーコン4世の指示によりホーセンスの修道院を使いと共に出発し、1261年7月28日にトンスベルグに到着した。1261年9月11日、ベルゲンにおいて結婚式が行われた。マグヌスとインゲボーは結婚後すぐに戴冠し、マグヌスはリーフィルケを与えられた。この結婚は幸せなものであったといわれている。
1263年12月16日、ノルウェー王ホーコン4世はヘブリディーズ諸島をめぐってスコットランドと争っていたときに死去し、マグヌスがノルウェー王位を継承した。インゲボーが王妃として政治的役割を果たしたかどうかは不明である。夫妻の間に生まれたオーラヴおよびマグヌスはどちらも早世したが、他の2人の息子エイリーク2世およびホーコン5世はノルウェー王位についた。
1280年、夫マグヌス6世が死去した。インゲボーは、正式に摂政に指名されたわけではなかったが、息子エイリーク2世が若年であった間、政治的に重要な役割を果たした。インゲボーの影響力は、エイリーク2世が1283年に成人した後にさらに大きくなった。インゲボーの主な同盟者は、夫マグヌス6世のはとこであり、ボルガルシスセル（現在のエストフォル県）の総督を務めていたアルヴ・エアリングソンであった。
従兄弟デンマーク王エーリク5世の治世の間に、インゲボーはデンマークにおける相続権について主張を始めたが、受け入れられることはなかった。このもっぱら私的な確執は、ノルウェーとドイツのハンザ同盟都市の間で対立を引き起こし、デンマークとの関係も緊張状態となった。ハッランド伯ヤコプを含むデンマークの貴族らはデンマーク王と対立しインゲボー側についたが、この状況がが集結する前にインゲボーは死去した。

## 子女
- オーラヴ（1262年 - 1267年3月15日） - 早世
- マグヌス（1264年） - 早世
- エイリーク2世（1268年 - 1299年） - ノルウェー王
- ホーコン5世（1270年 - 1319年） - ノルウェー王